# Tulipan
Tulipan (Tulipa) er én af de mange slægter i Liljefamilien. De ca. 150 arter er udbredt i Nordafrika, Europa og Centralasien. De mange hybrider bruges som prydplanter i haver og parker, men også som afskårne blomster i hjemmene.
Det er flerårige, urteagtige planter (geofytter) med løg som overvintringsorgan. Den nederste del af stænglen findes ligeledes under jordoverfladen. Tulipanløget dør væk efter blomstringen, men samtidig udvikles der mellem to løgskæl et nyt, blomstringsdygtigt løg og mellem de andre kommer der små, svagere løg. De 2-6 (eller op til 12) blade er oftest grundstillede og op til 30 cm lange og ustilkede. De er ægformede eller bredt linjeformede, hele og med hel rand. Randen kan være mere eller mindre bølget. Blomsterne er oprette, regelmæssige og klokke- eller krukkeformede. Hos de dyrkede sorter findes blomsterfarverne lysegrøn, hvid, gul, orange, rosa, rød, violet og endda sort. Blomsterne bæres endestillet på særlige stilke og som regel enkeltvis eller i fåblomstrede stande. Frugterne er trerummede, læderagtige kapsler med flade frø.
| Beskrevne arter |

- Tulipa acuminata
- Clusiustulipan (Tulipa clusiana)
- Tulipa dasystemon
- Tulipa fosteriana
- Havetulipan (Tulipa gesneriana)
- Lav tulipan (Tulipa humilis)
- Tulipa kaufmanniana
- Tulipa praestans
- Vild Tulipan (Tulipa sylvestris) - skovtulipan
- Tulipa taihangshanica
- Skærmtulipan (Tulipa tarda)
- Kirgisisk tulipan (Tulipa turkestanica)
- Tulipa urumiensis

| Andre arter |

| - Tulipa agenensis - Tulipa alberti - Tulipa altaica - Tulipa armena - Tulipa biflora - Tulipa bifloriformis - Tulipa borszczowii - Tulipa cretica - Tulipa delile - Tulipa didieri - Tulipa greigii - Tulipa hoogiana - Tulipa hungarica - Tulipa ingens | - Tulipa korolkovii - Tulipa kuschkensis - Tulipa lanata - Tulipa lehmanniana - Tulipa linifolia - Tulipa montana - Tulipa orphanidea - Tulipa persica - Tulipa saxatilis - Tulipa schmidtii - Tulipa sprengeri - Tulipa suaveolens - Tulipa tetraphylla - Tulipa undulatifolia |

Hertil kommer en lang række krydsninger og sortsudvælgelser. Se Havetulipan.
Med hensyn til blomsterbetydning, symboliserer en gul tulipan håbløs kærlighed, og en rød tulipan er en kærlighedserklæring.

## Note
1. ↑   Thomas Barth, Karl Weinhausen og Heinrich Pape: Die Kultur der Blumenzwiebeln und -knollen, Berlin 1954, s. 24.
2. ↑  GRIN: Species of Tulipa (engelsk)